# Fratelli Toso
Die Fratelli Toso (Gebrüder Toso) sind die Gründer einer heute noch produzierenden Glasmanufaktur auf der Insel Murano bei Venedig.

## Geschichte

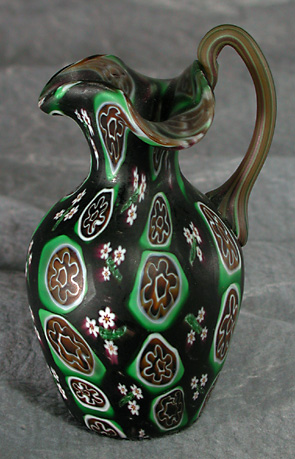
Millefiori Henkelkrug um 1900

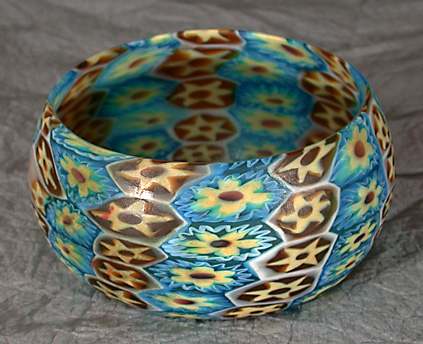
Millefiori Schale um 1910

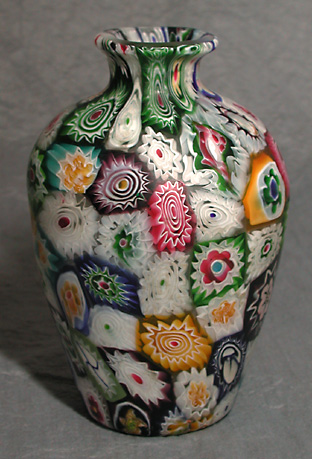
Millefiori Vase um 1900–1910

1854 gründeten die sechs Söhne von Pietro Toso (Ferdinando, Carlo, Liberato, Angelo, Giovanni und Gregorio) eine kleine Glasmacherei. Zwei Generationen nach dem Fall der Republik Venedig 1797 und der Fremdherrschaft durch die napoleonischen Truppen fiel diese Initiative aus dem Rahmen, denn die Glasherstellung, die auf Murano eine jahrhundertelange Tradition hatte, lag durch die politischen Umwälzungen am Boden. Viel Know-how war während des Krieges und der Besatzungszeit verloren gegangen. Anfangs fertigten die Brüder nur Gebrauchs- und Apothekengefäße.
Abt Vincenzo Zanetti war es, der sich nach Feierabend regelmäßig mit den Brüdern zusammensetzte und sie in die traditionellen Techniken der Glaskunst, wie sie vor 1800 bestand, wieder einwies. Ihr erstes Werk unter dieser Ägide war 1864 ein großer Deckenleuchter, den die Brüder für das Glasmuseum Museo del Vetro auf der Insel fertigten. Er ist dort heute noch zu sehen. Weitere traditionelle Leuchter dieser Art folgten, die in zwei Ausstellungen in Wien 1865 und 1869 internationale Beachtung fanden. Schnell wurden die Brüder bekannt, die in den folgenden Jahren auf einer Reihe weiterer Ausstellungen in Venedig, Paris, Mailand, Treviso, Trient und im Vatikan Auszeichnungen für ihre Objekte entgegennehmen konnten.
Am Ende des 19. Jahrhunderts, als die Gründer verstorben waren, war das Familienunternehmen auf die Größe eines mittleren Betriebs mit ca. 30 Angestellten angewachsen und unterhielt eine Zweigstelle in Venedig an der Rialtobrücke. Daraus entstand 1901 die Antica Vetreria Fratelli Toso. Lorenzo und Nicolo Toso waren die Geschäftsführer dieser zweiten Generation.
Der Erste Weltkrieg konstituiert einen Einschnitt; vorübergehend musste die Produktion nach Livorno ausgelagert werden. Nach dem Krieg kehrte die Manufaktur in ihr Stammhaus zurück und wuchs auf 90 Angestellte.
Die dritte Generation nach 1936 unter Ermanno, Michele und Aldo Toso knüpfte weltweite Handelsbeziehungen und baute insbesondere das Geschäft mit amerikanischen Kunden aus.
Jedes Jahr organisierte das Unternehmen eine Ausstellung und war auch bis 1972 regelmäßig auf der Biennale vertreten.
Die vierte Generation führte durch Familienstreitigkeiten das Unternehmen in die Spaltung. Die Söhne von Ermanno (1973 verstorben) zogen sich aus dem Geschäft zurück. Arnoldo, der Sohn des schon 1946 verstorbenen Michele, verwickelte sich in unlösbare Konflikte mit seinem Onkel Aldo, der Michele in seinem Todesjahr abgelöst hatte. Die von Aldo 1981 ausgegliederte Gesellschaft „Fratelli Toso 1854 International“ musste 1982 schließen, während Arnoldos „Antica Vetreria Fratelli Toso“, die sich als die legitime Nachfolgegesellschaft des Familienunternehmens verstanden wissen will, immer noch produziert.

## Die Kunst der Fratelli Toso
Während sich die Antica Vetreria vor 1900 auf traditionelle Leuchter spezialisiert hatte, die nach wie vor in Rekonstruktionen zu erwerben sind, verbinden Glassammler diesen Namen vornehmlich mit zierlichen Vasen, kleinen Henkelkrügen und Schalen mit bunten eingewalzten Murrinen im Millefiori-Dekor, die heute noch zahlreich auf Auktionen und in Antiquitätengeschäften gehandelt werden. Die Technik, die in Grundzügen in der römischen Glasherstellung im 1. vorchristlichen Jahrhundert schon bekannt war, besteht darin, kleine Scheiben (so genannte „tessera“) von einem farbigen Glas-Strang abzuschneiden und in farbloses Glas einzuschmelzen.
Die Fratelli Toso verwendeten 1500 verschiedene Formen von Murrinen, die in verschiedene Kategorien (Cattedrale, Farfalle, Kiku, Millepiedi, Millepunti, Pavone, Spicchi, Stellati) unterteilt worden sind; sie sind frei miteinander kombinierbar und führen zu einer Vielzahl von im Einzelnen nicht wiederholbaren Dekoren.
Frühe Stücke dieser Art mit zumeist säuremattierten Oberflächen stammen aus der Zeit zwischen 1900 und 1920. Die Variationen um 1960 nach Entwürfen von Ermanno und Rosanna Tosi unterscheiden sich von der Technik nicht wesentlich; die Formen sind jedoch vielfältiger und die Farben leuchtender. Die genaue Datierung ist für den Laien schwer; Kataloge helfen bei der Identifizierung von Vergleichsstücken.
Nach 1950 sind auch schillernde Schalen in Muschel- und Sternform, seltener in Tiergestalt entworfen worden, die das mit Hilfe von Murrinen gefertigte Millefiori-Dekor nur noch vereinzelt aufweisen.